# Semiothisa falconaria
Semiothisa falconaria là một loài bướm đêm trong họ Geometridae.